# One Piece: Stampede
One Piece: Stampede (Nhật: ONE PIECE: STAMPEDE Hepburn: Wan Pīsu: Sutanpīdo) là bộ phim điện ảnh thứ 14 của thương hiệu One Piece, bộ phim này được công chiếu tại Nhật Bản vào ngày 9 tháng 8 năm 2019. Bộ phim sẽ do Miyamoto Hiroaki đảm nhiệm vị trí đạo diễn và tác giả Oda Eiichiro giữ vai trò giám sát quá trình sản xuất bộ phim giống như với các One Piece Film trước đó.

## Nội dung
Luffy và các thành viên băng Mũ Rơm nhận được thư mời đến "Lễ hội Hải tặc" từ người tổ chức Buena Festa. Và vô số Hải tặc khắp nơi trên thế giới cũng đã đến đây để cùng hướng về một vũ đài duy nhất "Tranh đoạt chiếc chìa khóa dẫn đến kho báu Vua Hải Tặc (Roger)". Nhưng điều bất ngờ nhất chính là Douglas Bullet - tên quái vật với biệt danh "Hậu duệ của quỷ" cũng đột ngột tham chiến. Và đội ngũ Hải Quân cũng đã bí mật tham gia với mục đích tóm gọn các Hải tặc. Hải tặc, Hải quân, Vương hạ Thất Vũ Hải, Quân Cách mạng, CP-0, ... những thế lực hùng hậu nhất đã cùng góp mặt trong đại chiến rực lửa này. Liệu còn nhân vật nào sẽ bất ngờ xuất hiện? Cái kết nào sẽ xảy đến với trận chiến giành kho báu của Lễ hội Hải tặc đây...!?

## Phân vai
| Nhân vật          | Diễn viên lồng tiếng | Diễn viên lồng tiếng |
| Nhân vật          | Tiếng Nhật           | Tiếng Việt           |
| ----------------- | -------------------- | -------------------- |
| Monkey D. Luffy   | Tanaka Mayumi        | Kim Anh              |
| Zoro Roronoa      | Nakai Kazuya         | Tuấn Anh             |
| Nami              | Okamura Akemi        | Ngọc Quyên           |
| Usopp             | Yamaguchi Kappei     | Thiện Trung          |
| Vinsmoke Sanji    | Hirata Hiroaki       | Hoàng Sơn            |
| Tony Tony Chopper | Ōtani Ikue           | Ái Phương            |
| Nico Robin        | Yamaguchi Yuriko     | Linh Phương          |
| Franky            | Yao Kazuki           | Chánh Tín            |
| Brook             | Chō                  | Quang Tuyên          |
| Trafalgar Law     | Kamiya Hiroshi       | Minh Triết           |
| Smoker            | Ōba Mahito           | Hoài Bảo             |
| Tashigi           | Noda Junko           | Kim Ngọc             |
| Buggy             | Chiba Shogeru        | Chơn Nhơn            |
| Galdino           | Hiyama Nobuyuki      | Huy An               |
| Alvida            | Matsuoka Yōko        | Thùy Tiên            |
| Boa Hancock       | Mitsuishi Kotono     | Linh Phương          |
| Crocodile         | Ōtomo Ryūzaburō      | Kiêm Tiến            |
| Sabo              | Furuya Tōru          | Tiến Đạt             |
| Dracule Mihawk    | Kakegawa Hirohiko    | Hoàng Trí            |
| Perona            | Nishihara Kumiko     | Ngọc Châu            |
| Sakazuki          | Tachiki Fumihiko     | Mỹ Lợi               |
| Sengoku           | Ōkawa Tōru           | Phúc Minh            |
| Borsalino         | Okiayu Ryōtarō       | Quang Tuyên          |
| Issho             | Sawaki Ikuya         | Minh Vũ              |
| Monkey D. Garp    | Naka Hiroshi         | Hạnh Phúc            |
| Coby              | Doi Mika             | Gia Trí              |
| Hina              | Naka Tomoko          | Minh Chuyên          |
| Sentomaru         | Ikura Kazue          | Thu Hiền             |
| Rob Lucci         | Seki Tomokazu        | Minh Vũ              |
| Wapol             | Shimada Bin          | Anh Tuấn             |
| Gol D. Roger      | Tsukayama Masane     | Trí Luân             |
| Marshall D. Teach | Ōtsuka Akio          | Nhất Duy             |
| Eustass Kid       | Namikawa Daisuke     | Quốc Tín             |
| Killer            | Hamada Kenji         | Tất My Ly            |
| Jewelry Bonney    | Kiuchi Reiko         | Thanh Hồng           |
| Capone Bege       | Tatsuta Naoki        | Tấn Phong            |
| Basil Hawkins     | Sōya Shigenori       | Triệu Phương         |
| Scratchmen Apoo   | Madono Mitsuaki      | Duy Anh              |
| Urouge            | Kusunoki Taiten      | Trần Vũ              |
| X Drake           | Takemoto Eiji        | Bá Nghị              |
| Bartolomeo        | Morikubo Showtaro    | Thanh Lộc            |
| Cavendish         | Ishida Akira         | Hoàng Khuyết         |
| Foxy              | Shimada Bin          | Quốc Phát            |
| Douglas Bullet    | Isobe Tsutomu        | Minh Vũ              |
| Bueno Festa       | Santamaria Yūsuke    | Trường Tân           |

## Sản xuất
Bộ phim này lần đầu được thông báo trong tập phim đặc biệt One Piece Episode Sorajima chiếu ngày 25 tháng 8 năm 2018 trên kênh Fuji TV của Nhật Bản.

## Âm nhạc
Bài Hát Chủ Đề: "Gong" - Wanima

## Doanh thu

#### Nhật Bản
Tại Nhật Bản, bộ phim đã cán mốc doanh thu 5,5 tỷ yên và tổng doanh thu toàn thế giới lên con số 9,3 tỷ yên.
Bộ phim đã đạt được một thành tích đáng tự hào với số người đi xem trong ngày đầu ra mắt cao nhất Nhật Bản tính đến năm 2019 với số lượng người là 354.052 người. Tạo nên kỷ lục mới cho nhà phân phối Toei - Bộ anime movie cán mốc 3 tỷ yên nhanh nhất của Toei từ năm 2000 đến nay.
Movie của bộ phim đã thu về 1.254.372 vé từ thứ sáu tuần trước đến thứ hai tuần đầu khởi chiếu tương đương 1.646.321.500 yên, so với One Piece Film Gold thì bộ phim này có doanh thu cao hơn 8,4% và số vé bán được gấp 15,3% trong 4 ngày ra mắt đầu tiên.

#### Việt Nam
Vào hai ngày khởi chiếu sớm là 31/12 và 1/1, bộ phim đã thu về 4,8 tỷ đồng. Đứng hạng 3 trong doanh thu phòng vé tại Việt Nam.
Chỉ vào ngày 1/1 bộ phim đã thu về gần 3 tỷ đồng với 29.218 vé được bán ra.

#### Bắc Mĩ
Ngay tại thị trường Bắc Mĩ, bộ phim đã thu về được 1 triệu USD, bao gồm Hoa Kỳ và Canada.